# Larinia fangxiangensis
Larinia fangxiangensis là một loài nhện trong họ Araneidae.
Loài này thuộc chi Larinia. Larinia fangxiangensis được miêu tả năm 2006 bởi Zhu, Lian & Jun Chen.